# Australomicrodeutopus varietensis
Australomicrodeutopus varietensis is een vlokreeftensoort uit de familie van de Aoridae. De wetenschappelijke naam van de soort is voor het eerst geldig gepubliceerd in 1987 door Moore.